# 拉科萨德
拉科萨德（法語：Lacaussade，法語發音：[lakosad]）是法国洛特-加龙省的一个市镇，属于洛特河畔新城区。

## 地理
拉科萨德（44°30'22"N, 0°49'32"E）面积10.28 平方千米，位于法国新阿基坦大区洛特-加龍省，该省份为法国西南部内陆省份，北起多爾多涅省，西接吉倫特省和朗德省，南至热尔省，东临塔恩-加龙省和洛特省。
与拉科萨德接壤的市镇（或旧市镇、城区）包括：莱德河畔蒙塔尼亚克、莱兹河畔萨维尼亚克、蒙弗朗坎、蒙塞居尔、圣欧班。

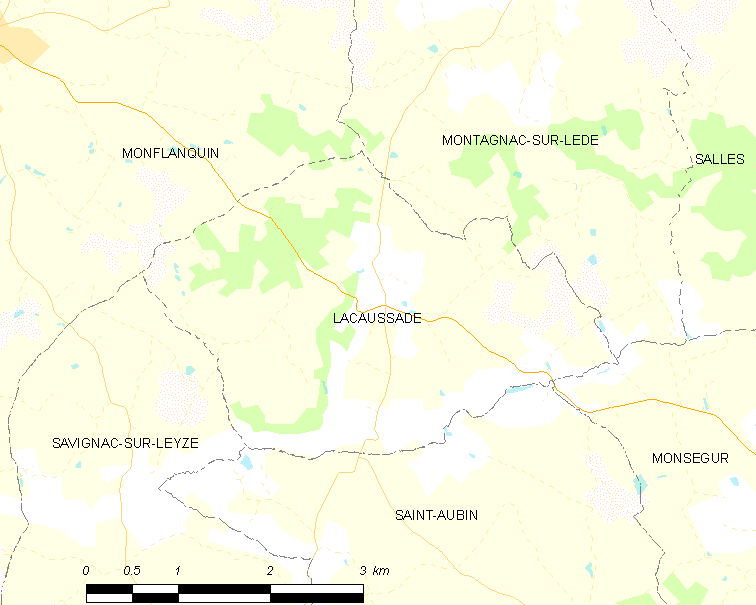
拉科萨德的OSM定位图

拉科萨德的时区为UTC+01:00、UTC+02:00（夏令时）。

## 行政
拉科萨德的邮政编码为47150，INSEE市镇编码为47124。

## 政治
拉科萨德所属的省级选区为上阿日奈-佩里戈尔县。

## 人口

1962-2008年间拉科萨德人口变化图示

拉科萨德于2022年1月1日时的人口数量为208人。